# Parc quasi national de Minami-Sanriku Kinkazan
Le parc quasi national de Minami-Sanriku Kinkazan (南三陸金華山国定公園) était un parc quasi national du Japon situé dans la Préfecture de Miyagi. Le parc, créé le 30 mars 1979, avait une superficie de 370,58 km2. Il est incorporé en 2013 au parc national de Sanriku Fukkō à la suite du séisme de 2011 de la côte Pacifique du Tōhoku.